# Sardinero

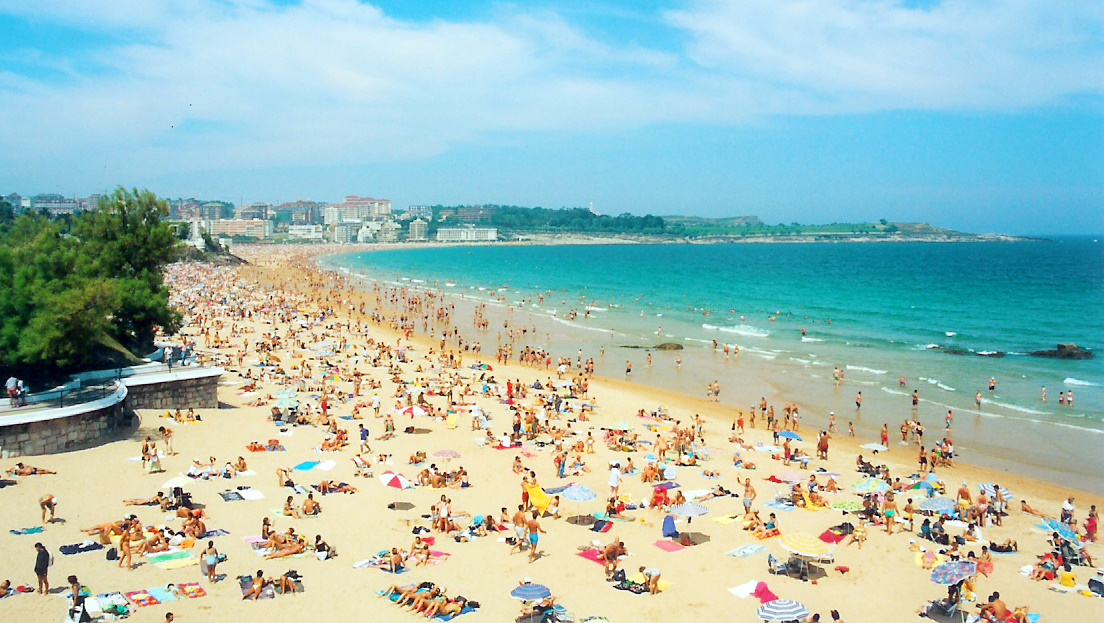
Sardinero

Sardinero är en populär strand belägen i den spanska staden Santander, Kantabrien. Sardinero är egentligen två stränder, delad av Piquios trädgårdar vid ungefär en fjärdedel av dess längd, som sträcker sig från Magdalenahalvön till Mataleñas; ytterligare två intilliggande stränder ingår också ibland. Tillsammans är den cirka 1300 meter lång och 80 meter bred och har den fin gyllengul sand och måttliga vågor. De omges av en stor promenad som löper längs hela dess längd. Sardinero är kantad med hotell, restauranger och ett casino,  och betraktas som en av de mest eleganta badorterna i Spanien.